# جامعة رياض العلم
جامعة رياض العلم هي جامعة أهلية ربحية تحت إشراف وزارة التعليم أنشأت عام 2018 في مدينة الرياض، حيث مرت بعدة مراحل قبل تحولها لجامعة، فقد كانت «كلية طب الأسنان والصيدلة الأهلية» ثم تحولت إلى «كلية الرياض لطب الأسنان والصيدلة» ثم إلى «كليات الرياض لطب الأسنان والصيدلة» قبل أن تصبح جامعة رياض العلم.

## نشأة الجامعة
بدأت جامعة رياض العلم تحت مسمى «كلية طب الأسنان والصيدلة الأهلية» في مدينة الرياض في 2004، وحصلت على الاعتماد الخاص في نفس العام، وبدأت الدراسة فيها من الفصل الدراسي الثاني 2004/2005. عُدِل مسماها لاحقاً إلى «كلية الرياض لطب الأسنان والصيدلة» في عام 2006، وحصلت على الاعتماد النهائي في 2008، وفي عام 2009 تم تعديل مسمى كلية الرياض إلى «كليات الرياض لطب الأسنان والصيدلة»، وفي عام 2018 أصبحت «جامعة رياض العلم».

## الكليات والأقسام

### برامج بكالريوس
- بكالوريوس في طب وجراحة الفم والأسنان [2]
- بكالوريوس علوم الصيدلة
- بكالوريوس التمريض
- بكالوريوس مساعد طبيب أسنان
- برنامج بكالوريوس تقنية الاسنان
- بكالوريوس صحة الفم والاسنان

### برامج دراسات عليا
- ماجستير العلوم في طب الفم والاسنان [3]
- ماجستير العلوم في الصيدلة الاكلينيكية وشهادة دكتور صيدلي
- دبلوم عالي في زراعة الاسنان
- برامج البورد السعودي

### برامج تعليم مستمر
وهي مكتبة إلكترونية شاملة

## وصلات خارجية
- موقع الجامعة